# خورشید کاروان
خورشید کاروان نام تئاتری به نویسندگی ابوباسم(محمد) حیادار و کارگردانی محمود فرهنگ است که بیست و نه سال است در ایام محرم و صفر روی صحنه می‌رود. این نمایش در کشورهایی از جمله انگلیس، هلند، امارات و شهرهای مختلف ایران اجرا شده‌است.

## موضوع
این نمایش با بهره‌گیری از داستان مشهور دیر راهب به واقعه پس از عاشورا می‌پردازد.

## عوامل
این نمایش براساس نمایش هیهات نوشته ابوباسم حیادار و با بازنویسی مهدی متوسلی است.
انوشیروان ارجمند طی ۱۲ سال در نقش راهب مسیحی در این نمایش را تا زمان فوت خود به عهده داشته‌است که در سال ۱۳۹۴ جلیل فرجاد نقش آفرینی راهب مسیحی را برعهده گرفته‌است.
بازیگران این نمایش در سال ۱۳۹۴ جلیل فرجاد، کرامت رودساز، اسدالله بابایی، فرهاد بشارتی، مهدی امینی و همچنین گروه همسرایی به سرپرستی محمد سراج بودند.
وباری دیگر در ایوانکی در سال ۹۷ بر روی صحنه رفت